# ناحیه قلعه بوصبع

نقشه ای از ناحیه قلعه بوصبع

ناحیه قلعه بوصبع (به عربی: دائرة قلعة بوصبع) یک ناحیه در الجزایر است که در استان قالمه واقع شده‌است.
 ناحیه قلعه بوصبع  ۵۲٬۶۰۰ نفر جمعیت دارد.